# Upper Muea
Pour les articles homonymes, voir Muea.
Upper Muea ou Muea Town ou Muea Lelu est une localité du Cameroun, située dans l'arrondissement de Buéa, le département du Fako et la région du Sud-Ouest.

## Population
En 1953, Upper Muea et Lower Muea avaient 881 habitants. En 1968, Upper Muea comptait 2 068 habitants, principalement des Bakweri. Lors du recensement de 2005, on a dénombré 1 512 personnes.